# 1966カルテット
1966カルテット（いちきゅうろくろくかるてっと）は、日本の女性音楽グループ。

## 概要
「クラシックのテクニックをベースに、洋楽アーティストのカバーを行う」をコンセプトに、ヴァイオリン2人、ピアノとチェロ各1人で構成される女性カルテット。2010年に結成。
最初期はビートルズの曲を取り上げたことから、ビートルズが日本公演のために来日した「1966年」をカルテット名に冠して「1966カルテット」とした。またビートルズ来日時の担当ディレクターであった高嶋弘之をプロデューサーに迎える。
ビートルズの曲を編曲家加藤真一郎がクラシック化し、2010年11月17日にアルバム「ノルウェーの森〜ザ・ビートルズ・クラシックス」をリリースしCDデビュー。

## メンバー
- 松浦梨沙（ヴァイオリン・リーダー）京都市立芸術大学音楽学部卒。
- 花井悠希（ヴァイオリン）東京音楽大学卒。
- 伊藤利英子（チェロ）東京音楽大学卒。2020年加入。
- 増田みのり（ピアノ）東京音楽大学卒。ニューヨーク マネス音楽院修士課程修了。2018年加入。

## 元メンバー
- 長篠央子（2010年-2011年、ピアノ）東京芸術大学音楽学部卒、同大学院修士課程修了。アメリカ・セントルイス在住。
- 林はるか（2010年-2019年、チェロ）東京芸術大学音楽学部卒、同大学院修士課程修了。
- 江頭美保（2012年-2018年、ピアノ）武蔵野音楽大学卒。

## ディスコグラフィ

### アルバム
- 『ノルウェーの森〜ザ・ビートルズクラシックス』（2010年）
- 『ウィ・ウィル・ロック・ユー〜クイーン・クラシックス』（2011年）
- 『スリラー〜マイケル・ジャクソン・クラシックス』（2012年）
- 『ヘルプ!〜ビートルズ・クラシックス』（2013年）
- 『ロード・トゥー・ソチ!～ベンのテーマ』（2013年、配信限定）
- 『アビイ・ロード・ソナタ』（2014年）
- 『BEST OF 1966 QUARTET』（2015年）
- 『1966カルテット Best of Best 抱きしめたい』（2016年）
- 『女王陛下のリクエスト』（2019年、ライブ音源、コンサート会場限定販売）[2]
- 『DIAMONDS』（2021年、キングレコード移籍後）[3][4]

### 参加作品
- 『MAGICAL MYSTERY COVERS』（2018年） - THE GOGGLESのトリビュート・アルバム
  - 「I WANNA CALL YOUR NAME（抱きしめてみたい）」（加藤ひさし&1966カルテット）
  - 「BOY（ボーイ）」（1966カルテット）

## メディア出演
- 『題名のない音楽会』（2012年4月1日、テレビ朝日）
  - 2012年ブレイク間違いなし!話題のアーティスト
- 『ZIP!』（2013年5月30日、日本テレビ）-チューモク
- 『NHK歌謡コンサート』（2015年2月17日、NHK）